# ويليام ريتشارد سكوت
ويليام ريتشارد سكوت (بالإنجليزية: William Richard Scott)‏ هو عالم اجتماع أمريكي، ولد في 13 ديسمبر 1932.